# Mindy Cohn
Mindy Cohn (Los Angeles, Kalifornia, 1966. május 20. –) amerikai színésznő, szinkronszínész és humorista. Legismertebb szerepe Natalie Green volt a The Facts of Life c. sorozatban, 2002-től 2015-ig pedig az ő hangján szólalt meg a Scooby-Doo-ban Vilma Dinkley.

## Filmográfia

### Sorozatok
| Év        | Cím                            | Eredeti cím                              | Szerep            | Magyar hang     | Megjegyzések                |
| --------- | ------------------------------ | ---------------------------------------- | ----------------- | --------------- | --------------------------- |
| 1979–1988 |                                | The Facts of Life                        | Natalie Green     |                 | Főszerep (201 epizódban)    |
| 1980–1981 |                                | Diff'rent Strokes                        | Natalie Green     |                 | Mellékszerep (2 epizódban)  |
| 1985      |                                | Double Trouble                           | Janie Blakemore   |                 | Mellékszerep (1 epizódban)  |
| 1987–1988 |                                | 21 Jump Street                           | Rosa Banducci     |                 | Mellékszerep (2 epizódban)  |
| 1988      |                                | Charles in Charge                        | Bunny Lembeck     |                 | Mellékszerep (1 epizódban)  |
| 1991      |                                | Dream On                                 | Marie             |                 | Mellékszerep (1 epizódban)  |
| 1993–1994 |                                | The Second Half                          | Maureen Tucker    |                 | Főszerep (13 epizódban)     |
| 1999–2001 | Kölykök a 402-es tanteremből   | The Kids from Room 402                   | Nancy Francis     | Simonyi Piroska | Szinkronhang (34 epizódban) |
| 1999      | Szeleburdi Susan               | Suddenly Susan                           | Cindy             |                 | Mellékszerep (1 epizódban)  |
| 1999      |                                | The Chimp Channel                        | Candy Yuponce     |                 | Szinkronhang                |
| 2001      |                                | Web Girl                                 | Joanne Collins    |                 | Főszerep                    |
| 2002–2006 | Mizújs, Scooby-Doo?            | What's New, Scooby-Doo?                  | Vilma Dinkley     | Madarász Éva    | Szinkronhang (41 epizódban) |
| 2003      |                                | One on One                               | Ms. Sorel         |                 | Mellékszerep (1 epizódban)  |
| 2003      | Kim Possible                   | Kim Possible                             | Ms. Whisp         |                 | Szinkronhang (1 epizódban)  |
| 2003      | Dexter laboratóriuma           | Dexter's Laboratory                      | Librarian         |                 | Szinkronhang (1 epizódban)  |
| 2004      |                                | The Help                                 | Maggie, a szakács |                 | Főszerep (7 epizódban)      |
| 2006      | Family Guy                     | Family Guy                               | További szereplő  |                 | Szinkronhang (1 epizódban)  |
| 2006      | Bozont és Scooby-Doo           | Shaggy & Scooby-Doo Get a Clue!          | Vilma Dinkley     | Madarász Éva    | Szinkronhang (2 epizódban)  |
| 2010–2013 | Scooby-Doo: Rejtélyek nyomában | Scooby-Doo! Mystery Incorporated         | Vilma Dinkley     | Madarász Éva    | Szinkronhang (52 epizódban) |
| 2011      | Batman: A bátor és a vakmerő   | Batman: The Brave and the Bold           | Vilma Dinkley     | Madarász Éva    | Szinkronhang (1 epizódban)  |
| 2011      | Vérmes négyes                  | Hot in Cleveland                         | Cassie            |                 | Mellékszerep (1 epizódban)  |
| 2012      | Az amerikai tini titkos élete  | The Secret Life of the American Teenager | Dylan anyja       |                 | Mellékszerep (8 epizódban)  |
| 2014      | A semmi közepén                | The Middle                               | Kimberly          |                 | Mellékszerep (1 epizódban)  |
| 2014      | Dr. Csont                      | Bones                                    | Valentina         |                 | Mellékszerep (1 epizódban)  |

### Film
| Év   | Cím                                                 | Eredeti cím                                 | Szerep                       | Magyar hang                |
| ---- | --------------------------------------------------- | ------------------------------------------- | ---------------------------- | -------------------------- |
| 1982 |                                                     | Table Settings                              |                              |                            |
| 1982 |                                                     | The Facts of Life Goes to Paris             | Natalie Green                |                            |
| 1986 | Repül a haverom                                     | The Boy Who Could Fly                       | Geneva                       | Csondor Kata (1. szinkron) |
| 1987 |                                                     | The Facts of Life Down Under                | Natalie Green                |                            |
| 2001 | Ikergyűlölet                                        | Alone with a Stranger                       | Toni                         |                            |
| 2001 | Pasifuttató                                         | The Facts of Life Reunion                   | Natalie Green                |                            |
| 2002 |                                                     | The Employee of the Month                   | Gale                         |                            |
| 2003 |                                                     | Swing                                       | Martha                       |                            |
| 2004 | Scooby-Doo és a Loch Ness-i szörny                  | Scooby-Doo and the Loch Ness Monster        | Vilma Dinkley (szinkronhang) | Madarász Éva               |
| 2005 | Aloha, Scooby-Doo!                                  | Aloha, Scooby-Doo!                          | Vilma Dinkley (szinkronhang) | Madarász Éva               |
| 2005 | A harmadik kívánság                                 | The Third Wish                              | Bridgette                    |                            |
| 2005 | Scooby-Doo és a múmia átka                          | Scooby Doo in Where's My Mummy?             | Vilma Dinkley (szinkronhang) | Madarász Éva               |
| 2006 | Scooby-Doo! Kalózok a láthatáron!                   | Scooby-Doo! Pirates Ahoy!                   | Vilma Dinkley (szinkronhang) | Madarász Éva               |
| 2007 | Szex és halál kezdőknek                             | Sex and Death 101                           | Trixie                       | Kocsis Mariann             |
| 2007 | Scooby-Doo és a hószörny                            | Chill Out, Scooby-Doo!                      | Vilma Dinkley (szinkronhang) | Madarász Éva               |
| 2008 | Scooby-Doo és a Koboldkirály                        | Scooby-Doo and the Goblin King              | Vilma Dinkley (szinkronhang) | Madarász Éva               |
| 2009 | Scooby-Doo és a szamuráj kardja                     | Scooby-Doo! And the Samurai Sword           | Vilma Dinkley (szinkronhang) | Madarász Éva               |
| 2010 | Scooby-Doo! Abrakadabra!                            | Scooby-Doo! Abracadabra-Doo                 | Vilma Dinkley (szinkronhang) | Madarász Éva               |
| 2010 | Rózsaszín remények                                  | Violet Tendencies                           | Violet                       |                            |
| 2010 | Scooby-Doo! Rettegés a táborban                     | Scooby-Doo! Camp Scare                      | Vilma Dinkley (szinkronhang) | Madarász Éva               |
| 2011 | Scooby-Doo és a fantoszaurusz rejtélye              | Scooby-Doo! Legend of the Phantosaur        | Vilma Dinkley (szinkronhang) | Madarász Éva               |
| 2011 | Scooby-Doo! Vámpírmusical                           | Scooby-Doo! Music of the Vampire            | Vilma Dinkley (szinkronhang) | Madarász Éva               |
| 2012 | Scooby-Doo a rivaldafényben                         | Big Top Scooby-Doo!                         | Vilma Dinkley (szinkronhang) | Madarász Éva               |
| 2012 | Scooby-Doo: Kék Sólyom maszkja                      | Scooby-Doo! Mask of the Blue Falcon         | Vilma Dinkley (szinkronhang) | Madarász Éva               |
| 2013 | Scooby-Doo: Az operaház fantomjai                   | Scooby-Doo! Stage Fright                    | Vilma Dinkley (szinkronhang) | Madarász Éva               |
| 2013 | Kutya egy ünnep                                     | Holiday Road Trip                           | Artie                        |                            |
| 2014 | Scooby-Doo! Rejtély a bajnokságon                   | Scooby-Doo! WrestleMania Mystery            | Vilma Dinkley (szinkronhang) | Madarász Éva               |
| 2014 | Scooby-Doo! Frankenszörnyűség                       | Scooby-Doo! Frankencreepy                   | Vilma Dinkley (szinkronhang) | Madarász Éva               |
| 2014 |                                                     | FreakMe                                     | April                        |                            |
| 2015 | Scooby-Doo! Holdszörnyes őrület                     | Scooby-Doo! Moon Monster Madness            | Vilma Dinkley (szinkronhang) | Madarász Éva               |
| 2015 | Scooby-Doo! és a Kiss: A nagy rock and roll rejtély | Scooby-Doo! and Kiss: Rock and Roll Mystery | Vilma Dinkley (szinkronhang) | Madarász Éva               |

### Rövidfilmek
| Év   | Cím                             | Eredeti cím                                     | Szerep                       | Magyar hang  |
| ---- | ------------------------------- | ----------------------------------------------- | ---------------------------- | ------------ |
| 2005 |                                 | The Adventures of Tango McNorton: Licensed Hero | Lunch Lady                   |              |
| 2012 | Scooby-Doo! Rémpróbás játékok   | Scooby-Doo! Spooky Games                        | Vilma Dinkley (szinkronhang) | Madarász Éva |
| 2012 | Scooby-Doo rémes karácsonya     | Scooby-Doo! Haunted Holidays                    | Vilma Dinkley (szinkronhang) | Madarász Éva |
| 2013 | Scooby-Doo és a madárijesztő    | Scooby-Doo! Spooky Scarecrow                    | Vilma Dinkley (szinkronhang) | Madarász Éva |
| 2013 | Scooby-Doo! Szőrmókveszély      | Scooby-Doo! Mecha Mutt Menace                   | Vilma Dinkley (szinkronhang) | Madarász Éva |
| 2014 | Scooby-Doo! A rejtély kapujában | Scooby-Doo! Ghastly Goals                       | Vilma Dinkley (szinkronhang) | Madarász Éva |
| 2014 |                                 | Operation Marriage                              | Kathy                        |              |
| 2015 |                                 | Scooby-Doo! and the Beach Beastie               | Vilma Dinkley (szinkronhang) |              |

## Díjak és jelölések
| Év   | Díj              | Kategória                                         | Jelölt              | Eredmény |
| ---- | ---------------- | ------------------------------------------------- | ------------------- | -------- |
| 2003 | Nappali Emmy-díj | "Legjobb kívülálló előadó egy animációs műsorban" | Mizújs, Scooby-Doo? | Jelölve  |